# Карлайл (Нью-Йорк)
Карлайл (англ. Carlisle) — місто (англ. town) в США, в окрузі Скогарі штату Нью-Йорк. Населення — 1768 осіб (2020).

## Демографія
Згідно з переписом 2010 року, у місті мешкало 1948 осіб у 728 домогосподарствах у складі 530 родин. Було 817 помешкань
Расовий склад населення:
| - 96,3 % — білих - 1,2 % — чорних або афроамериканців - 0,3 % — корінних американців - 0,3 % — азіатів |

До двох чи більше рас належало 1,7 %. Частка іспаномовних становила 3,6 % від усіх жителів.
За віковим діапазоном населення розподілялося таким чином: 23,6 % — особи молодші 18 років, 65,2 % — особи у віці 18—64 років, 11,2 % — особи у віці 65 років та старші. Медіана віку мешканця становила 40,4 року. На 100 осіб жіночої статі у місті припадало 100,0 чоловіків;  на 100 жінок у віці від 18 років та старших — 100,8 чоловіків також старших 18 років.
Середній дохід на одне домашнє господарство  становив 74 043 долари США (медіана — 57 407), а середній дохід на одну сім'ю — 72 807 доларів (медіана — 65 529). Медіана доходів становила 46 932 долари для чоловіків та 44 934 долари для жінок. За межею бідності перебувало 11,7 % осіб, у тому числі 16,7 % дітей у віці до 18 років та 9,0 % осіб у віці 65 років та старших.
Цивільне працевлаштоване населення становило 982 особи. Основні галузі зайнятості: освіта, охорона здоров'я та соціальна допомога — 22,7 %, будівництво — 11,7 %, роздрібна торгівля — 9,8 %, сільське господарство, лісництво, риболовля — 9,8 %.